# Gloria Talbott

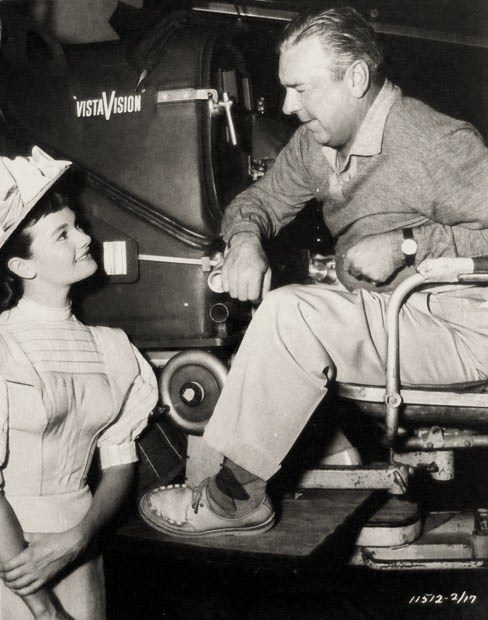
Avec le chef opérateur Loyal Griggs, sur le tournage de La Cuisine des anges (1955)

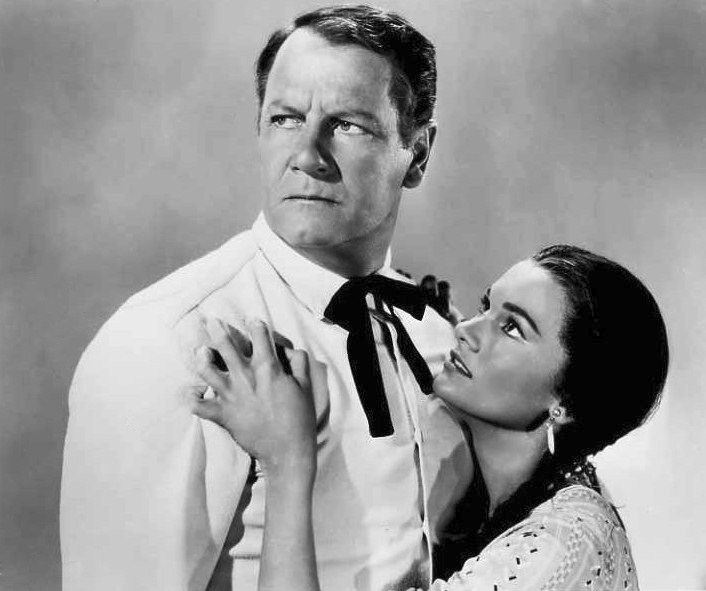
Avec Joel McCrea, dans Fureur sur l'Oklahoma (1957, photo promotionnelle)

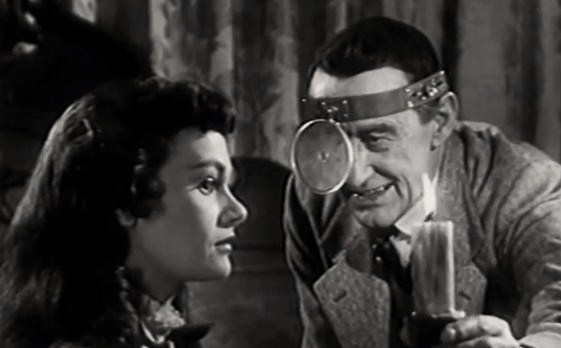
Avec Arthur Shields, dans La Fille du Docteur Jekyll (1957)

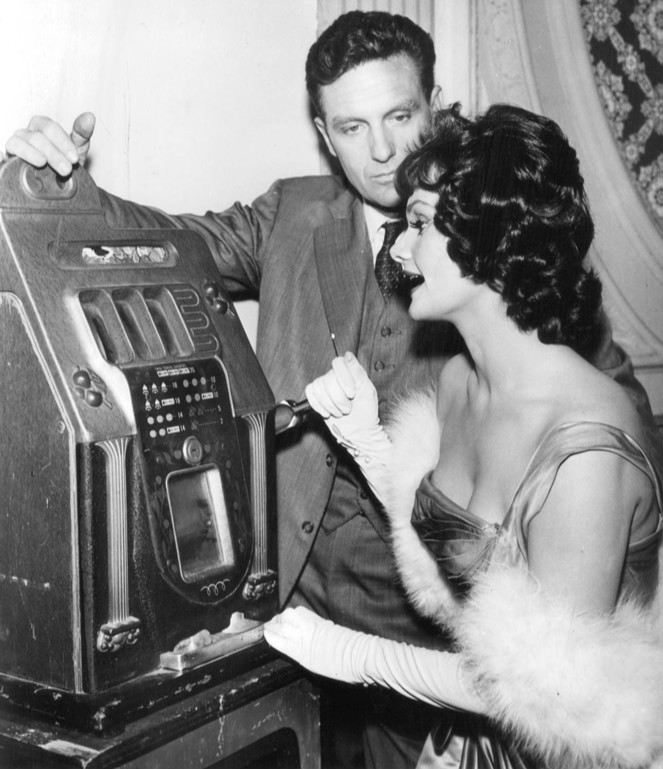
Avec Robert Stack, dans la série Les Incorruptibles (épisode Le Contrat, 1962)

Gloria Talbott (parfois créditée Gloria Talbot) est une actrice américaine, née Gloria Maude Talbott le 7 février 1931 à Glendale (Californie), ville où elle est morte le 19 septembre 2000.

## Biographie
Gloria Talbott nait à Glendale (Californie), une ville qui fut fondée par son grand-père.
Elle commença sa carrière d'actrice étant enfant dans des films tels que Le Chant du printemps (Maytime) (1937), Sweet and Low-Down (1944) et Le Lys de Brooklyn (A Tree Grows in Brooklyn) (1945). Sa sœur Lori fut également actrice.
Au cinéma, Gloria Talbott débute enfant (un petit rôle non crédité) dans le film musical Le Chant du printemps de Robert Z. Leonard (avec Jeanette MacDonald et Nelson Eddy), sorti en 1937. Suivent deux autres films (où elle est également non créditée) à l'adolescence, l'un sorti en 1944 ; l'autre est Le Lys de Brooklyn d'Elia Kazan (avec Dorothy McGuire et Joan Blondell), sorti en 1945.
Adulte, elle contribue à seulement vingt-quatre autres films américains, les deux premiers sortis en 1952, dont Cinq Mariages à l'essai d'Edmund Goulding (avec Ginger Rogers et Victor Moore). Son dernier sort en 1966, année où elle se retire définitivement pour se consacrer à sa famille.
Entretemps, elle a tourné dans la comédie La Cuisine des anges de Michael Curtiz (1955, avec Humphrey Bogart, Aldo Ray et Peter Ustinov), le mélodrame Tout ce que le ciel permet de Douglas Sirk (1955, avec Jane Wyman et Rock Hudson), le film d'horreur La Fille du Docteur Jekyll d'Edgar G. Ulmer (1957, avec John Agar et Arthur Shields), ou encore le western Ne tirez pas sur le bandit de Norman Z. McLeod (1959, avec Bob Hope et Rhonda Fleming).
Pour la télévision, Gloria Talbott tourne dans quatre-vingt-une séries entre 1951 et 1966, dont Zorro (quatre épisodes, 1959), Au nom de la loi (trois épisodes, 1958-1960) et Perry Mason (quatre épisodes, 1961-1966). S'y ajoute un téléfilm diffusé en 1953.

### Décès
Le 19 septembre 2000, Gloria Talbott Mullally meurt à l'hôpital de Glendale, sa ville natale en Californie, d'une insuffisance rénale.

## Filmographie partielle

### Au cinéma
- 1937 : Le Chant du printemps (Maytime) de Robert Z. Leonard : Une petite fille
- 1944 : Sweet and Low-Down d'Archie Mayo : Une adolescente sur la piste de danse
- 1945 : Le Lys de Brooklyn (A Tree Grows in Brooklyn) d'Elia Kazan : Une collégienne
- 1952 : Desert Pursuit (en) de George Blair : La jeune femme indienne
- 1952 : Cinq Mariages à l'essai (We're Not Married!) d'Edmund Goulding : La jeune femme dans le rêve d'Hector
- 1953 : Northern Patrol de Rex Bailey : Meg Stevens
- 1955 : La Cuisine des anges (We're No Angels) de Michael Curtiz : Isabelle Ducotel
- 1955 : Crashout de Lewis R. Foster : La jeune femme dans le train
- 1955 : Tout ce que le ciel permet (All That Heaven Allows) de Douglas Sirk : Kay Scott
- 1955 : Une femme extraordinaire (Lucy Gallant) de Robert Parrish : Laura Wilson
- 1956 : Engagement Party de Wilhelm Thiele (court métrage) : Ellen
- 1956 : Strange Intruder d'Irving Rapper : Meg Carmichael
- 1957 : The Cyclops de Bert I. Gordon : Susan Winter
- 1957 : Fureur sur l'Oklahoma (The Oklahoman) de Francis D. Lyon : Maria
- 1957 : La Fille du Docteur Jekyll (Daughter of Dr. Jekyll) d'Edgar G. Ulmer : Janet Smith
- 1957 : The Kettles on Old MacDonald's Farm de Virgil W. Vogel : Sally Flemming
- 1957 : Taming Sutton's Gal de Lesley Selander : Lou Sutton
- 1958 : Cattle Empire (en) de Charles Marquis Warren : Sandy Jeffrey
- 1959 : Ne tirez pas sur le bandit (Alias Jesse James) de Norman Z. McLeod : Princesse Irawanie
- 1959 : OREGON TRAIL de Gene FOWLER JR : Shona
- 1959 : Girls Town de Charles F. Haas : Vida
- 1960 : Oklahoma Territory d'Edward L. Cahn : Ruth Red Hawk
- 1965 : Représailles en Arizona (Arizona Raiders) de William Witney : Martina

### À la télévision
(séries, sauf mention contraire)
- 1953 : The Backbone of America, téléfilm de Marc Daniels : Janet
- 1955-1963 : Gunsmoke ou Police des plaines (Gunsmoke ou Marshal Dillon)
  - Saison 1, épisode 4 Home Surgery (1955) de Charles Marquis Warren : Holly Hawtree
  - Saison 7, épisode 17 Cody's Code (1962) d'Andrew V. McLaglen : Rose
  - Saison 8, épisode 21 The Cousin (1963) : Hallie
- 1956 : Les Aventures de Superman (Adventures of Superman)
  - Saison 4, épisode 7 The Girl Who Hired Superman de Philip Ford : Mara Van Cleaver
- 1957 : Sugarfoot
  - Saison 1, épisode 2 Reluctant Hero de Leslie H. Martinson : Linda Brazwell
- 1958 : Mike Hammer (Mickey Spillane's Mike Hammer), première série 
  - Saison 1, épisode 13 Stay Out of Town de Boris Sagal : Judy Rogers
- 1958-1960 : Bat Masterson
  - Saison 1, épisode 12 Trail Pirate (1958) de Bernard Girard : Ellen Parish
  - Saison 2, épisode 37 Barbary Castle (1960) d'Alan Crosland Jr. : Mary MacLeod
- 1958-1960 : Au nom de la loi
  - Saison 1, épisode 2 Faux et usage de faux (Fatal Memory, 1958) : Jody Sykes
  - Saison 2, épisode 23 Le Gang Bender (Tolliver Bender, 1960) de George Blair : Adélaïde Bender
  - Saison 3, épisode 13 Les Otages (Three for One, 1960) : Jennifer Clay
- 1959 : Zorro
  - Saison 2, épisode 27 L'Homme venu d'Espagne (The Man from Spain), épisode 28 Le Trésor du roi (Treasure for the King), épisode 29 Le Tyran démasqué (Exposing the Tyrant) et épisode 30 Zorro prend un risque (Zorro Takes a Dare) : Moneta Esperon
- 1959-1961 : Rawhide
  - Saison 1, épisode 15 L'Amour en pâturage (Incident of the Calico Gun, 1959) de Jesse Hibbs : Jenny Watson
  - Saison 3, épisode 11 La Femme du passé (Incident of the Broken Word, 1961) de R. G. Springsteen : Lucille Fowley
  - Saison 4, épisode 8 Un éléphant dans la prairie (Incident at the Prairie Elephant, 1961) : Jenny
- 1960 : Bonanza
  - Saison  1, épisode 25 Escape to Ponderosa de Charles F. Haas : Nedda
- 1960-1963 : Laramie
  - Saison 1, épisode 26 Hour After Dawn (1960) de Francis D. Lyon : Maud Pardee
  - Saison 2, épisode 14 The Passing of Kuba Smith (1961) de Lesley Selander : Jane
  - Saison 3, épisode 2 Ladies Day (1961) de Lesley Selander : Sally Malone
  - Saison 4, épisode 13 Naked Steel (1963) d'Harmon Jones : Nora
- 1961 : Le Jeune Docteur Kildare (Dr. Kildare)
  - Saison 1, épisode 6 Admitting Service d'Elliot Silverstein : Jerry Cunningham
- 1961-1965 : Les Aventuriers du Far West (Death Valley Days)
  - Saison 10, épisode 1 Queen of Spades (1961) de Darren McGavin : Mary Kileen
  - Saison 12, épisode 19 The Bigger They Are (1964) d'Harmon Jones : Gilda Benning
  - Saison 13, épisode 25 Kate Melville and the Law (1965) d'Harmon Jones : Kate Melville
- 1962 : La Grande Caravane (Wagon Train)
  - Saison 5, épisode 14 The Frank Carter Story : Martha Chambers
- 1962 : Les Incorruptibles (The Untouchables)
  - Saison 3, épisode 25 Le Contrat (The Contract) de Bernard L. Kowalski : Jeanne Lauder
- 1965 : Lassie
  - Saison 11, épisode 18 Lassie and the Girl in the Canyon de Christian Nyby : Julia Whitfield
- 1961-1966 : Perry Mason, première série
  - Saison 4, épisode 18 The Case of the Angry Dead Man (1961) : Eve Nesbitt
  - Saison 5, épisode 5 The Case of the Crying Comedian (1961) : Ann Gilrain
  - Saison 6, épisode 24 The Case of the Elusive Element (1963) d'Harmon Jones : Bonnie Lloyd
  - Saison 9, épisode 25 The Case of the Unwelcome Well (1966) d'Harmon Jones : Minna Rohan